# Christiaan Cornelissen
Christiaan Gerardus Cornelissen (30 d'agost de 1864 - 21 de gener de 1942) era un escriptor neerlandès, economista i sindicalista anarcocomunista.

## Orígens als Països Baixos
Cornelissen era el segon de cinc fills de Mechelina van Wijk i de Johannes Cornelissen, fuster a 's-Hertogenbosch, Brabant del Nord. Fou mestre d'escola a Middelburg, Zelanda. El 1880 va començar a treballar a Recht voor Allen (Justícia per a tots), el periòdic de la Lliga Social Demòcrata (en neerlandès: Sociaal-Democratische Bond SBD). Al costat de Ferdinand Domela Nieuwenhuis aviat es va convertir en líder de la SDB, membre del comitè central i cap de la secretaria internacional. Durant la ruptura del Partit dels Treballadors Social Demòcrata (en neerlandès: Sociaal Democratische Partij Arbeiders) passà a anomenar-se Lliga Socialista. Va assistir al congrés de la Segona Internacional a Brussel·les el 1891 com a corresponsal de la publicació Recht voor Allen i com a delegat del sindicat de ferrocarrils neerlandès. Hi va contribuir a la resolució antimilitarista de l'ala esquerra del congrés.
El 1891 va traduir el Manifest Comunista al neerlandès. El 1893, va ser un dels fundadors de la Secretaria Nacional del Treball (en neerlandès: Nationaal Arbeids-Secretariaat). L'any següent va arribar a conèixer l'anarquista francès i sindicalista Fernand Pelloutier i donà suport als anarquistes expulsats de la Segona Internacional al congrés de l'any anterior a Zúric.

## Militància a França
La creixent influència dels socialdemòcrates dins de la Lliga Socialista va comportar que Cornelissen es traslladés a París el 1898. No obstant això, va romandre en contacte amb el moviment sindicalista dels Països Baixos i va continuar escrivint per a Volksblad i diversos periòdics anarquistes. A França va treballar amb molts dels anarquistes que havia conegut a Zúric. Com parlava tant anglès com a alemany, a més de francès i neerlandès, va ser especialment útil com a traductor. Va contribuir a la Voix du peuple i La Bataille syndicaliste sota el pseudònim de «Rupert» (en referència a la seva esposa Katharina Elisabeth Frederike (Lilian) Rupertus amb qui s'havia casat a l'octubre de 1899), ja que temia la seva deportació si es feien públiques les seves activitats anarquistes. El 1903, Rupertus va donar a llum al fill de la parella, Fred.
Els contactes internacionals de Cornelissen també foren útils en l'organització, el 1907, del Congrés Internacional Anarquista d'Amsterdam, que va servir per establir relacions entre els anarquistes de tot el món i posa les bases a la teoria i la pràctica de la Confederació Nacional del Treball (CNT). Cornelissen aspira a trobar una simbiosi entre anarquisme i sindicalisme com que considera que el primer és un fi i el segon un mitjà.
Des de 1907 va editar el Bulletin international du mouvement syndicaliste. També va exercir un paper important en l'organització del Congrés Internacional Sindicalista de 1913 a Londres.
Durant la Primera Guerra Mundial, Cornelissen va donar suport actiu a la Union sacrée, una treva patriòtica entre l'Estat francès i el moviment socialista. Va escriure diversos fullets antialemanys en suport de la guerra, adherint-se al Manifest dels seixanta. El seu suport a la guerra el va distanciar de molts dels seus companys sindicalistes i anarquistes.

## Pensament econòmic
Després de la guerra es va dedicar principalment als estudis econòmics. El 1944 es va publicar el seu Traité général de la science économique (Tractat general sobre la ciència econòmica), una reelaboració de Théorie de la valeur (Teoria del valor), que havia publicat el 1903 per a refutar la teoria del valor treball, a la qual s'adherien tant economistes clàssics com Marx.
Cornelissen analitza el capitalisme basant-se en l'especulació i les formes fraudulentes amb què gestiona l'economia, com els càrtels, els monopolis, l'ús estratègic de la corrupció o els abusos de poder. Enfront d'això, Cornelissen planteja models dinàmics, amb capacitat d'establir solucions organitzatives adaptades a cada realitat, en situacions en què els sindicats han de servir com a referents i matrius institucionals. Cal, per això, la nacionalització de la banca i el crèdit com a eina equilibradora de l'economia, amb la funció d'estimular polítiques industrials i generar xarxes de cooperatives de producció i de consum, amb la voluntat d'eliminar els espais parasitaris que caracteritzen l'economia capitalista i l'acceptació d'una cultura jurídica garantista.
L'anarquista i economista neerlandès aposta per la col·lectivització dels mitjans de producció en economies descentralitzades, amb lleus tocs de planificació i el manteniment d'una economia mixta amb un control obrer que pugui conviure amb la llibertat de mercat.
Va morir el 1942 a Doma (Dordonya).

## Obres
- Kritiek van een Radicaal op Karl Marx (en neerlandès).  La Haiec: Liebers, 1891.
- Les diverses tendances du parti ouvrier international. A propos de l'ordre du jour du Congrès international ouvrier socialiste de Zürich (en francès).  Brussel·les: La Société nouvelle, 1893.
- Le communisme révolutionnaire. Projet pour une entente et pour l'action commune des socialistes révolutionnaires et des communistes anarchistes (en francès).  Brussel·les: La Société nouvelle, 1896.
- En marche vers la société nouvelle. Principes, tendances, tactique de la lutte de classes. (en francès).  París: Stock, 1900, coll. Bibliothèque sociologique n°29.
- Op Weg naar de nieuwe Maatschappij (en neerlandès), 1902.
- Theorie der waarde. Kritiek op de theorieën van Rodbertus, Karl Marx, Stanley Jevons en Von Böhm-Bawerk (en neerlandès).  Amsterdam: H.J.W. Becht, 1903.
- Directe actie-zelf doen (en neerlandès).  Amsterdam: Wink, 1904.
- Bulletin International du Mouvement Syndicaliste, 1907.
- Über die Evolution des Anarchismus (en alemany).  Tubingen: Moww, 1908.
- Andler, Charles (pròleg). Les dessous économiques de la guerre. Les appétits allemands et les devoirs de l'Europe occidentale. (en francès).  París-Nancy: Berger-Levrault, 1915.
- Les conséquences économiques d'une paix allemande (en francès).  París: Berger-Levrault, 1918.
- «Über die theoretischen und wirtschaftlichen Grundlagen des Syndikalismus. Leipzig, Verlag von C. L. Hirschfeld». A: Forschungen zur Völkerpsychologie und Soziologie, Band II: Partei und Klasse im Lebensprozeß der Gesellschaft, 1926.
- Les générations nouvelles. Essai d'une éthique moderne (en francès), 1935.
- Théorie du salaire et du travail salarié (en francès).  París: Giard et Brière, 1908.
- Théorie de la valeur. Avec une réfutation des théories de Rodbertus, Karl Marx, Stanley Jevons et Boehm-Bawerk (en francès).  París: Giard et Brière, 1913.
- Traité général de science économique (en francès).  París: Marcel Giard, 1926.
- Les générations nouvelles. Essai d'éthique moderne (en francès).  París: Mercure de France, 1935.